# Fluorone
Ne pas doit être confondue avec fluorène ou fluorénone, deux composés différents, ou avec le fluor ou un de ces composés.
La fluorone est un composé organique hétérotricyclique de formule brute C13H8O2. Elle a la propriété d'augmenter le pouvoir dissolvant de l'eau.
La fluorone sert de squelette à de nombreux colorants dont l'érythrosine et les rhodamines.